# Dansa contemporània

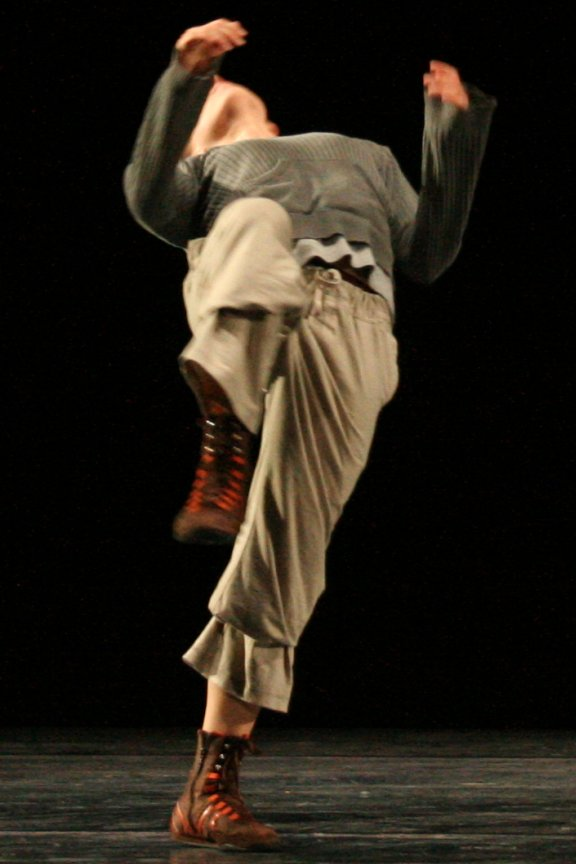
Una ballarina de dansa contemporània

La dansa contemporània és una disciplina de dansa basada en la dansa clàssica i amb influències de la dansa moderna i postmoderna. Tot i que inclou els moviments de la dansa clàssica, a la contemporània se n'inclouen d'altres que van néixer per a trencar-los, com per exemple els girs i torsions de l'esquena, de manera que les espatlles no fossin paral·leles als malucs; les posicions paral·leles de les cames, o inclús amb els genolls cap a l'interior; la incorporació de silencis o moviments en aparença no continguts, que donen la impressió que el ballarí es deixa anar.
La dansa contemporània prescindeix del que quan va néixer es considerava no essencial, com els grans grups de ballarines que fan de decorat i els vestits recarregats. A diferència de l'estil clàssic, on els ballarins han de tenir mides i aspecte similars, al contemporani es valora la diversitat física i d'estils. També se sol ballar amb els peus descalços "per a sentir millor el terra" i es juga amb els moviments i restriccions produïts per portar els cabells solts, per exemple, o certes peces de roba. La música emprada, que en aquesta dansa no es considera necessària, tampoc és ja necessàriament clàssica.

## Història
La mort del general Franco el 1975 marca l'inici de l'etapa democràtica de Catalunya i obre un període de creixement i consolidació per a les arts escèniques. Això suposa l'entrada dels corrents d'avantguarda del teatre, la dansa i la performance. A més, l'administració es fa càrrec per primer cop de la planificació de la cultura.
L'etapa de la restauració democràtica és el període més prolífic de la història de la dansa a Catalunya. S'imposen estètiques i tendències tan diverses com les procedents del teatre-dansa, la dansa contemporània en totes les seves expressions —de les més abstractes a les més formals o expressives—, la dansa conceptual, el flamenc i la fusió de dansa espanyola i contemporània. El suport públic a aquest art facilita que apareguin un seguit de grups i companyies, i contribueix a professionalitzar el sector. La nota negativa és la desaparició de les formes més antigues de dansa, com l'escola bolera, i el trencament amb el ballet clàssic i neoclàssic, terrenys en els quals es deixa d'innovar.

### Nous llenguatges
La transformació estètica de la dansa a Catalunya s'inicia el 1968 amb l'arribada de la dansa moderna i el jazz de la mà d'Anna Maleras, que imparteix lliçons d'aquest estils en el seu estudi. També el ballarí i pedagog basc José Láinez introdueix aquests gèneres a l'Institut del Teatre de Barcelona, el 1973, després d'una actuació amb el seu grup Annexa al Teatre Capsa.
La dansa moderna que va transformar l'escena entre els anys 1930 i 1950 a Amèrica i posteriorment a Europa arriba per primer cop a Espanya via Catalunya. Aquest tipus de ball sorgeix com a contraposició al ballet clàssic dels anys trenta als Estats Units. Els seus creadors es basen en la recerca d'un moviment personal que intenti expressar artísticament allò més profund de l'ésser humà. La dansa moderna es va introduint a Barcelona a partir de 1968 i també trastoca aquí el panorama coreogràfic.
Si bé l'escola d'Anna Maleras s'inaugura a finals dels anys seixanta, és a la dècada dels setanta quan la seva influència es deixa sentir més. L'estudi de la coreògrafa és la porta d'entrada a Catalunya de mestres i creadors internacionals, sobretot americans, que eduquen una nova generació de ballarins motivats, que reclamen canvis i noves aportacions en aquesta disciplina.
L'Institut del Teatre també entra en una dinàmica de canvis pedagògics. Hermann Bonnin, director de la secció de dansa, impulsa una transformació que afecta tant la dansa clàssica com l'espanyola. Contracta, per exemple, professors polonesos que introdueixen el mètode Vaganova en l'estudi del ballet clàssic.
A més a més, l'Institut del Teatre crea el 1980 un departament de dansa contemporània partint de les classes d'improvisació i composició que el mestre José Láinez va realitzar un xic abans. Aquest projecte s'havia anat gestant al llarg dels anys setanta amb les aportacions de professors convidats vinguts d'arreu, com Jose Láinez, Giancarlo Bellini, Gerald Collins i Gilberto Ruiz Lang.
Paral·lelament a aquests canvis, arriben a Barcelona de retorn de l'exili ballarins i mestres de ballet com Ramon Solé, Alfons Rovira i Josep Maria Escudero, que contribueixen també a enriquir l'ensenyament de la dansa.

### Grups independents
Aquesta efervescència creativa centrada en l'exploració del moviment es tradueix en el naixement de diverses formacions, com el Grup Estudi Anna Maleras o el del seu deixeble Cesc Gelabert, dues de les propostes pioneres.
Ramon Solé, juntament amb un grup de joves sorgits de les aules de dansa clàssica de l'Institut del Teatre, crea el 1974 el Ballet Contemporani de Barcelona. Tres anys més tard hi ha una escissió en la companyia i alguns dels ballarins més propers a les noves estètiques de la dansa moderna i contemporània funden el Ballet Contemporani de Barcelona (Col·lectiu), i inicien així un focus d'activitat que durarà vint anys, del 1977 al 1997, que aglutinarà creadors, mestres, ballarins, compositors i escenògrafs, i que servirà de plataforma per a molts professionals.
En aquest context, molts joves ballarins segueixen els passos de Cesc Gelabert i del Grup Estudi Anna Maleras i s'uneixen per crear els primers grups independents de ballet contemporani a Catalunya, el que posa en evidència la intensa activitat del sector.
Aquest grups es caracteritzen per desenvolupar una estètica propera a la dansa moderna americana, però adaptada a la imatge dels anys setanta: malles i mallots de lycra, roba de carrer, objectes quotidians dalt de l'escenari i escassos recursos tècnics i escenogràfics.
L'any 1978 es crea el grup Heura, sorgit de les aules de l'Institut del Teatre, que obté nombrosos premis i reconeixements internacionals. Es tracta d'una companyia que aposta per l'experimentació i per les propostes estètiques més abstractes i formalistes, una línia de treball que culminarà en la seva primera obra de teatre-dansa, presentada el 1984: Le ciel est noir.
En aquest període sorgeixen altres grups representatius com L'Espantall, Acord, la Gran Companyia, Taba, o la coreògrafa independent Empar Rosselló, que estrenaran diverses peces coreogràfiques interessants.
Paral·lelament a aquests grups, però, apareixen petites formacions més properes a la tècnica de ballet que a la dansa contemporània. En són exemples el Ballet Experimental de l'Eixample, el Ballet Alèxia, el Ballet-Drama Joan Tena i la Companyia de Dansa Ramon Solé, amb exmembres del Ballet Contemporani i del grup Esbatec Neoclàssic.

### Les primeres mostres de dansa
Davant d'aquesta proliferació de grups, la Diputació de Barcelona i l'Institut del Teatre decideixen organitzar les Mostres de Dansa. Entre els anys 1977 i 1982, aquests certamens serviran per donar a conèixer i fomentar les noves tendències, i actuaran d'aparador del treball d'una nova generació de ballarins i creadors. Aquesta activitat i dinamisme en el sector evidencia que cal planificar l'escena coreogràfica a Catalunya. Així, els ajuntaments, per exemple, funcionen durant aquests anys com a plataforma per a la difusió de la dansa, organitzan o recolzant esdeveniments, com el Festival Grec de Barcelona (1977), el Festival Internacional de Teatre de Sitges (1976) o el Festival de Dansa de Castelldefels (1980).
D'altra banda, el Liceu realitza durant aquests anys una programació variada i d'alt nivell, que inclourà formacions de renom internacional.
Les mateixes companyies, a més, es comencen a organitzar i engeguen diversos projectes, com l'Estable de Dansa (1980), els diferents cicles de dansa del Teatre Regina (1981) o les mostres del Teatre Condal. Alhora, es van inaugurant nous espais polivalents, pensats tant per a la formació com per a l'exhibició de peces coreogràfiques. En aquest sentit cal esmentar els estudis que comparteixen el Ballet Contemporani de Barcelona, el grup Heura, el Centre de Dansa Ramon Solé, Bugé, Berlín Centre i Àrea.
Entre aquests espais cal destacar la Fàbrica (1981-1990), concebut originalment com un centre per a la formació en tècniques corporals i en l'experiència creativa, on s'aborden diverses disciplines artístiques com la dansa, el circ, el teatre, la música i les arts plàstiques, que a poc a poc es van sintetitzant en la dansa moderna i contemporània. Aquest centre, fundat per Toni Gelabert, que compart eix més tard la direcció amb Norma Axenfeld, té un paper molt important com a escola —és un nucli d'intercanvi d'idees, ja que acull professors i alumnes de procedència diversa—, però també com a plataforma d'exhibició, amb la mostra de treballs en curs, així com de petit format.

### Polítiques culturals
Amb el nou estat de les autonomies i la subsegüent transferència de competències a la Generalitat, el 1981 entra en funcionament el Departament de Cultura, així com el Servei de Teatre, fets que marcaran l'inici d'una nova etapa per a la dansa a Catalunya. Els principals objectius d'aquestes noves polítiques culturals seran establir una xarxa sòlida de festivals, mostres i exhibicions; recolzar una nova generació de creadors i fixar una línia de subvencions públiques per a les arts.
Aquests certàmens —entre els quals cal destacar, a part d'altres abans mencionats, la Fira del Teatre de Carrer de Tàrrega, el Teatre Obert, la Marató de l'Espectacle i la inauguració del Mercat de les Flors— alternen en la seva programació companyies de referència internacional amb noves propostes locals.
Els concursos coreogràfics i els Premis Nacionals de Dansa també serveixen per impulsar la tasca d'una nova generació de joves artistes que en poc temps crearan les seves pròpies companyies. En aquest sentit, cal mencionar el Concurs Coreogràfic Tórtola Valencia (1983-86), el Premi Coreogràfic Roseta Mauri (1984-85) i el Premi Coreogràfic Ricard Moragas (1987-1998), tots tres organitzats per l'Institut del Teatre i la Generalitat de Catalunya. D'altra banda, també cal fer esment del Concurs Coreogràfic Òscar López, organitzat pel Ballet Contemporani de Barcelona entre els anys 1986 i 1992.

## Tècniques i filosofies

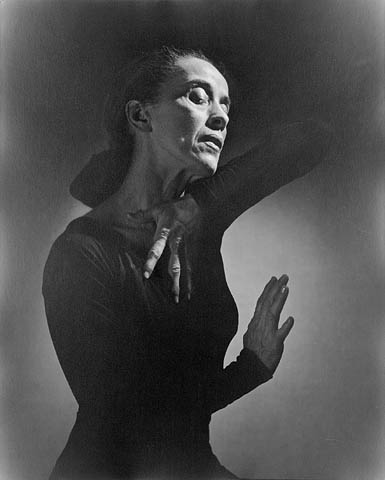
La Martha Graham és considerada la mare de la dansa contemporània

La dansa contemporània es caracteritza pel seu eclecticisme, però algunes tècniques i filosofies ara generals, la majoria començades per coreògrafs i ballarins pioners en aquesta modalitat, s'utilitzen encara com a eines base tant a l'aprenentatge com a la descripció de les noves tendències. En dansa contemporània els mestres, coreògrafs i ballarins amb els quals una persona ha treballat són molt importants per a la seva evolució i estil.
Algunes de les escoles de dansa contemporània més conegudes són:
- El contact improvisation o també contact, que no s'ha de confondre amb la menys coneguda danse improvisation, inclou tècniques d'improvisació utilitzades en interpretació i a la música, i es basa en moviments inspirats pel joc i les sensacions amb el terra, objectes o altres ballarins. També inclou elements de la tècnica Alexander. Es pot ballar en les anomenades jams, lliures, a les quals un ballarí pot entrar ballant amb els altres, a la manera com es fa per exemple al jazz (música) i al claqué. En realitat va néixer o forma part de la dansa postmoderna, tot i que ha acabat d'evolucionar a la contemporània.
- La tècnica Alexander es fonamenta sobretot en la respiració i la llibertat de moviments, que solen ser molt amplis, oberts i deixats anar, però sense perdre el sentit del ritme i l'elegància. Alguns elements d'aquesta tècnica s'aprofiten també per a la formació d'actors.
- La tècnica Cunningham, basada en la feina de Merce Cunningham, alumne de Martha Graham
- La tècnica Graham, basada en la feina de Martha Graham. Incorpora, per exemple, l'ús dels peus paral·lels a la segona posició (cames obertes) i en especial a les flexions (pliés i demipliés), i els moviments de les espatlles asimètrics, en moviments que sembla que són sacsejats per la música i que es diuen falls (caigudes). No usa la barra horitzontal, sinó que treballa directament a terra i al centre. Juga amb les posicions amb les cames paral·leles i obertes, el pes del cos (implica el que es diu treballar amb el terra), amb la fluïdesa, l'expressivitat dels sentiments.
- La tècnica Horton, basada en Lester Horton, inclou idees que va prendre de l'estudi de les danses tribals aborígens americanes. Sense deixar de banda la llibertat, és molt exigent en aptituds físiques com la flexibilitat i la força.
- La tècnica release es basa en la relaxació, amb moviments senzills i molt amplis.

L'interessant per a un ballarí de dansa contemporània és crear el seu propi estil, per a la qual cosa no sol interessar el coneixement d'una sola de les tècniques sinó el domini de totes les que li agradin, i com més millor per poder després gaudir d'un vocabulari i llibertat més amplis. A partir de la dansa contemporània han nascut la dansa teatre i la vídeo-dansa.

## Influències i interaccions
La dansa contemporània va néixer de la dansa clàssica però beu també de tot el que impliqui moviment, es pot inspirar, per exemple, de tota mena d'arts marcials, ioga, balls i danses populars antigues o recents, o qualsevol altre tipus de dansa, etc.
Per la seva banda, danses com el modern jazz, les danses populars refinades o estilitzades (dansa espanyola, dansa del ventre, etc.) incorporen passos i idees de la dansa contemporània (i també de la clàssica). Algunes disciplines de gimnàstica en grup als gimnasos, com per exemple, el pilates, també aprofiten l'après d'aquesta dansa.
D'altra banda, no és rar que la dansa contemporània s'introdueixi en altres arts escèniques, i sovint és present a grans espectacles visuals o de carrer, al circ, al teatre o a l'òpera, per exemple. Es fusiona totalment amb el teatre ide vegades altres arts a la dansa-teatre. Als espectacles de dansa contemporània hi poden haver incloses tècniques audiovisuals, com polifonies, vídeos, diapositives o transparències; mentre que la videodansa es considera actualment una disciplina en si mateixa.

## Ballarins i coreògrafs

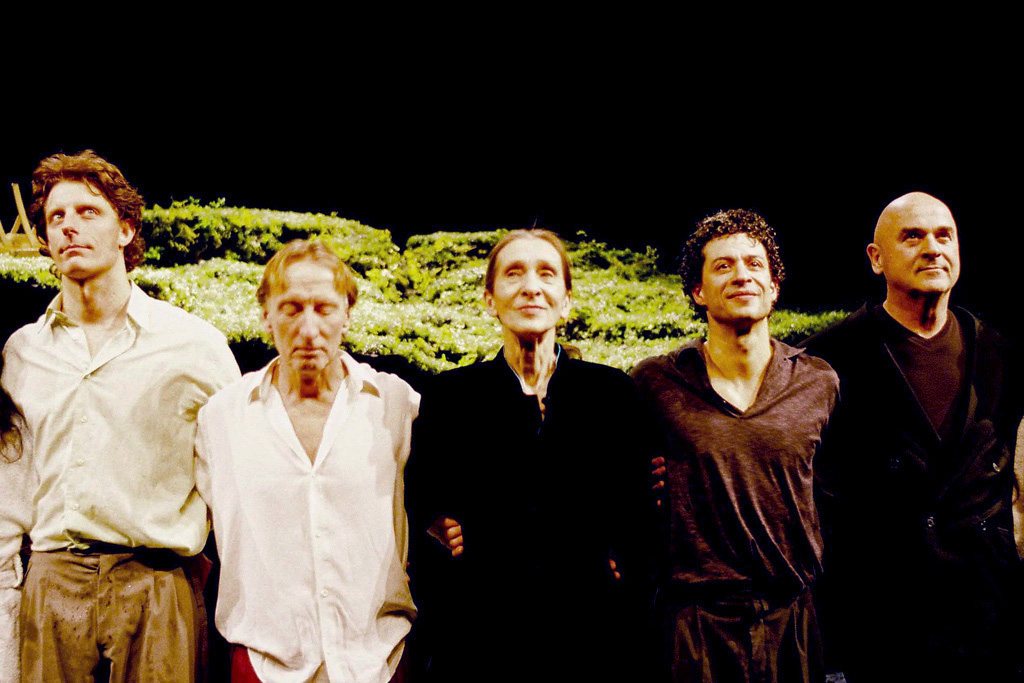
Pina Bausch amb quatre dels seus ballarins, en 2009

Alguns dels primers coreògrafs, considerats pioners de la de dansa contemporània són, per exemple: Nijinski, Martha Graham, José Limón, Lester Horton, Isadora Duncan i Merce Cunningham.
Alguns coreògrafs actuals cèlebres són, per exemple: Pina Bausch, Philippe Decouflé, etc.
A Espanya un dels més coneguts és Nacho Duato. Als Països Catalans, i en especial a Barcelona, hi ha un gran nombre de ballarins de dansa contemporània d'alt nivell. Alguns ballarins i companyies són: Anna Maleras, Àngels Margarit i la seva companyia Mudances, Cesc Gelabert i la seva companyia Gelabert/Azzopardi, Sol Picó, Lanònima Imperial, Mal Pelo, Erre que erre, Maria Rovira i la companyia Trànsit, Marta Carrasco, Mar Gómez, Carles Salas amb Búbulus dansa, Nats Nus dansa, Taiat, Núria Font, etc.
Algunes de les companyies històriques dels anys 70-80 són: Ballet Contemporani de Barcelona, Heura, Taba, L'Espantall, etc.

## Sales i teatres

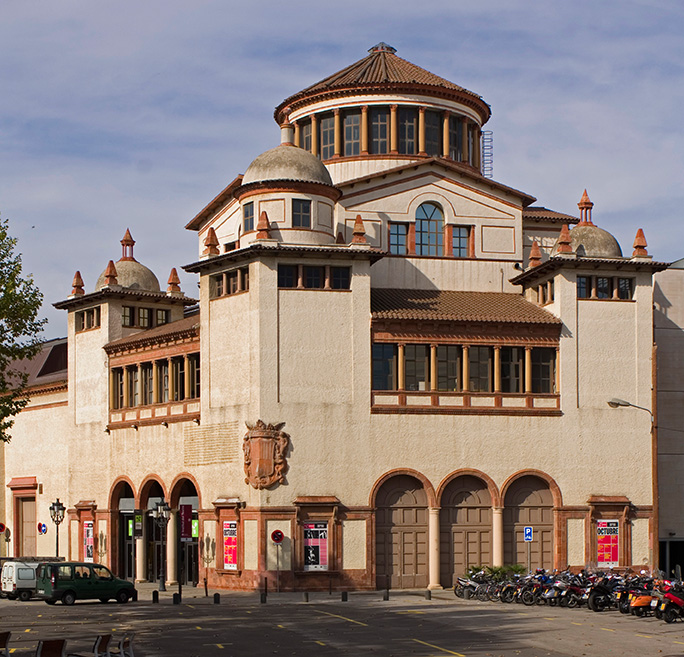
Mercat de les Flors de Barcelona

De vegades, la dansa contemporània es representa als mateixos teatres i sales que la dansa clàssica i l'òpera, però no sempre és així. De vegades actuen en sales més petites i diàfanes, d'altres en espais públics. És molt rar que es faci en estadis de futbol o sales de concerts, com es fa amb altres espectacles.
A Barcelona es pot veure dansa contemporània al Mercat de les Flors, el Teatre Nacional de Catalunya, el Teatre Lliure, etc.

## Festivals
- Festival Grec de Barcelona
- Festival Tensadansa de Terrassa

## Premis
- Premi Nacional de Dansa